# روزشمار یک عشق
کتاب روزشمار یک عشق مجموعه اشعار سپید افشین یداللهی است. این مجموعه شعر سپید در ۲۳۹ صفحه در سال ۱۳۹۴ توسط انتشارات نگاه منتشر شده و تاکنون چند بار به تجدیدچاپ رسیده‌است. در این کتاب تصاویری از هنر سیاه قلم توسط سمانه جلالی نقش بسته است.

## ترجمه کتاب
کتاب روزشمار یک عشق تاکنون به چهار زبان روسی، فرانسوی، انگلیسی ترجمه شده است.
نسخه فرانسوی این کتاب با نام "La Clepsydre De L'amour" با ترجمه میترا فرزاد در ۲۱۱ صفحه در سال ۲۰۱۶ به صورت مشترک توسط انتشارات شمع و مه و انتشارات فرانسوی de la Volva منتشر شده است.

نسخه روسی و سیریلیک کتاب «روزشمار یک عشق» مشترکاً توسط دکتر الهه کسمایی و عزیزمراد اصلانیان زبان ترجمه شده است؛ و در نمایشگاه بین‌المللی کتاب مسکو و نمایشگاه بین‌المللی کتاب تاجیکستان، شهر دوشنبه، شهریور ۱۳۹۴ همزمان با چاپ کتاب در ایران، رونمایی شده است.
نسخه انگلیسی این کتاب با ترجمه کارولین کراسکری با عنوان Sidewalk in the Clouds منتشر شده است.

نسخه انگلیسی کتاب روزشمار یک عشق
نسخه روسی کتاب روزشمار یک عشق
نسخه فرانسوی کتاب روزشمار یک عشق